# Subbotin (cráter)

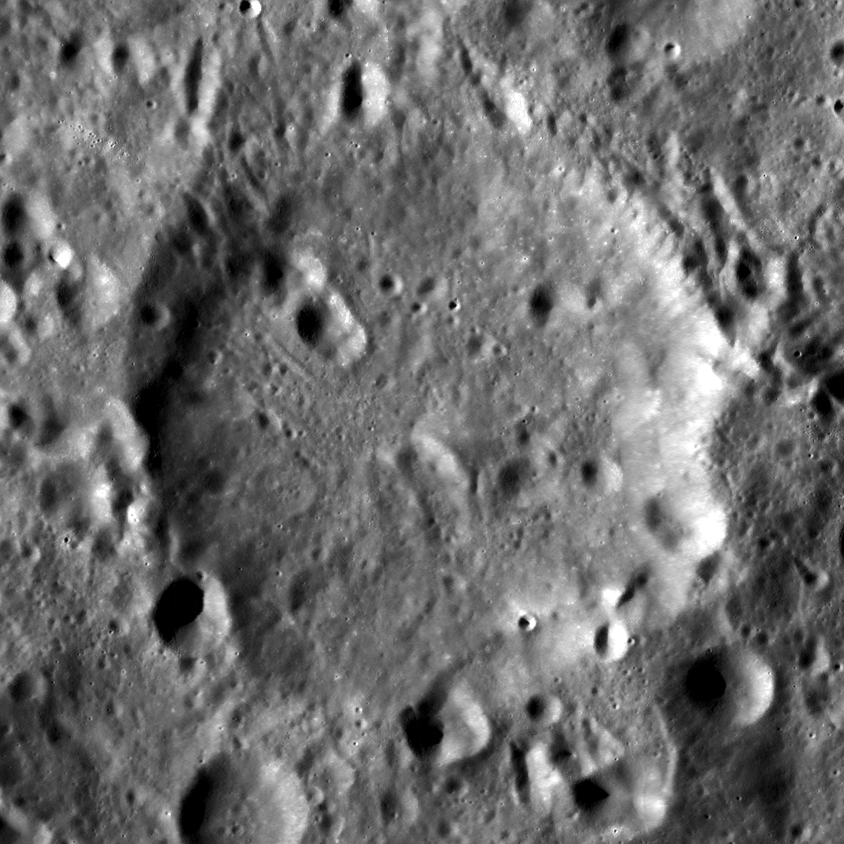
Fotografía de la misión Lunar Reconnaissance Orbiter

Subbotin es un cráter de impacto lunar que se encuentra al oeste del cráter más grande Pavlov, y al este-noreste de Lampland. Pertenece a la cara oculta de la Luna, y solo puede ser visto desde vehículos en órbita lunar.
Desde su formación, este cráter ha sido fuertemente golpeado por impactos más pequeños, dejando el borde exterior desgastado y marcado por varios cratercillos pequeños. Este patrón de impacto se extiende al suelo interior, donde se localizan múltiples impactos pequeños. Una cadena corta de estos impactos comienza en la parte noroeste del interior y se curva hacia atrás para extenderse a través del borde norte.

## Cráteres satélite
Por convención estos elementos son identificados en los mapas lunares poniendo la letra en el lado del punto medio del cráter que está más cercano a Subbotin.
|          | \| Subbotin \| Coordenadas \| Diámetro \| \| -------- \| ------------------------------- \| -------- \| \| J \| 32°00′S 138°06′E / -32.0, 138.1 \| 16 km \| \| Q \| 30°48′S 134°18′E / -30.8, 134.3 \| 17 km \| \| R \| 31°18′S 133°42′E / -31.3, 133.7 \| 16 km \| |          |
| Subbotin | Coordenadas | Diámetro |
| J        | 32°00′S 138°06′E / -32.0, 138.1 | 16 km    |
| Q        | 30°48′S 134°18′E / -30.8, 134.3 | 17 km    |
| R        | 31°18′S 133°42′E / -31.3, 133.7 | 16 km    |